# جايمي كريس لوبيز
جايمي كريس لوبيز (بالإسبانية: Jaime Chris López)‏ هو سياسي مكسيكي، ولد في 17 سبتمبر 1979 في تيخوانا في المكسيك. حزبياً، نشط في الحزب الثوري المؤسساتي. وقد انتخب عضو مجلس النواب المكسيك.